# ラース・フレデリク・スヴァンベリ
ラース・フレデリク・スヴァンベリ(Lars Fredrik Svanberg、1805年5月13日 - 1878年7月16日)は、スウェーデンの化学者、鉱物学者である。

## 人生
スヴァンベリは、1805年5月13日にイェンス・スヴァンベリの息子として、スウェーデンのストックホルムで生まれた。1836年にAugusta Rothと、1859年にBaroness Frederica Augusta Stiernstedtとそれぞれ結婚している。1878年7月16日に、スウェーデンのウプサラで死去した。

## キャリア
彼は16歳の時にウプサラ大学に入学し、1794年に博士号を取得した。1806年にウプサラ大学の測量学の教授、1811年に数学の教授となった。
1798年にはスウェーデン王立科学アカデミーの会員に選ばれた。1803年から1811年までは同アカデミーの長官を務めた。

## 名誉
彼は、ウプサラ大学水泳部の創立者となった。スピッツベルゲン島にあるSvanbergfjelletは、彼の名前に因んで名づけられた山である。